# Cadillac Hotel (Florida)
El Cadillac Hotel  es un hotel histórico ubicado en Miami Beach, Florida. El Cadillac Hotel se encuentra inscrito  en el Registro Nacional de Lugares Históricos desde el 5 de octubre de 2005.  Roy F. & Melvin Grossman diseñaron el Cadillac Hotel.

## Ubicación
El Cadillac Hotel se encuentra dentro del condado de Miami-Dade en las coordenadas 25°48′48″N 80°07′22″O / 25.813333, -80.122778.